# Simona Brambilla
Suor Simona Brambilla (Monza, 27 marzo 1965) è una religiosa italiana, di fede cattolica, appartenente all'istituto delle Suore missionarie della Consolata, dal 6 gennaio 2025 prefetto del Dicastero per gli istituti di vita consacrata e le società di vita apostolica.

## Biografia
È nata a Monza il 27 marzo 1965. Ha conseguito il diploma di infermiera nel 1986 e ha lavorato presso l'ospedale Leopoldo Mandic di Merate (provincia di Lecco). È entrata nell'Istituto delle Suore missionarie della Consolata nel 1988 ed ha emesso la prima professione religiosa nel 1991. Ha conseguito la licenza in psicologia presso l'istituto di psicologia della Pontificia Università Gregoriana nel 1998.
Dal 1999, dopo aver emesso la professione perpetua, è stata responsabile della pastorale giovanile presso il centro studi Macua Xirima a Maua, Mozambico.
Ha insegnato dal 2002 al 2006 presso l'istituto gregoriano di psicologia, conseguendo il dottorato in psicologia nel 2008, con una tesi sull'evangelizzazione e l'inculturazione in Mozambico.
È stata consigliera generale dal 2005 al 2011.
È stata eletta per un sessennio come superiora generale del ramo femminile delle Missionarie della Consolata il 7 giugno 2011 ed eletta per un secondo mandato nel 2017, conclusosi nel maggio 2023.
L'8 luglio 2019 papa Francesco ha nominato lei e altre sei donne prime donne membri del Dicastero per gli istituti di vita consacrata e le società di vita apostolica.
Ha partecipato al sinodo dei vescovi del 2023 sulla sinodalità.
Il 7 ottobre 2023 è stata nominata da papa Francesco segretario del Dicastero per gli istituti di vita consacrata e le società di vita apostolica. È la seconda donna a ricoprire questo incarico in un dicastero della Curia romana dopo Alessandra Smerilli al Dicastero per il servizio dello sviluppo umano integrale.
Il 6 gennaio 2025 è stata nominata prefetto del medesimo dicastero; è decaduta dall'incarico con la morte di papa Francesco il 21 aprile successivo ma il 9 maggio papa Leone XIV l'ha confermata provvisoriamente. È la prima donna a ricoprire l'incarico di prefetto in un dicastero della Curia romana.